# Liskär
Liskär är en ö i Åland (Finland). Den ligger i Skärgårdshavet och i kommunen Sottunga i landskapet Åland, i den sydvästra delen av landet. Ön ligger omkring 35 kilometer öster om Mariehamn och omkring 240 kilometer väster om Helsingfors.
Öns area är 28,2 hektar och dess största längd är 0,9 kilometer i sydväst-nordöstlig riktning.